# Старые Езерены
Старые Езерены (рум. Iezărenii Vechi, Езэрений Векь) — село в Сынжерейском районе Молдавии. Является административным центром коммуны Старые Езерены, включающей также село Новые Езерены.

## География
Село расположено на высоте 107 метров над уровнем моря.

## Население
По данным переписи населения 2004 года, в селе Езэрений Векь проживает 1883 человека (927 мужчин, 956 женщин).
Этнический состав села:
| Национальность | Число жителей | Процентный состав |
| -------------- | ------------- | ----------------- |
| молдаване      | 1845          | 97.98             |
| украинцы       | 27            | 1.43              |
| румыны         | 5             | 0.27              |
| русские        | 4             | 0.21              |
| поляки         | 1             | 0.05              |
| прочие         | 1             | 0.05              |
| Всего          | 1883          | 100%              |